# Araucania penai
Araucania penai är en stekelart som beskrevs av Marsh 1993. Araucania penai ingår i släktet Araucania och familjen bracksteklar. Inga underarter finns listade.